# ジョドレルバンク天文台

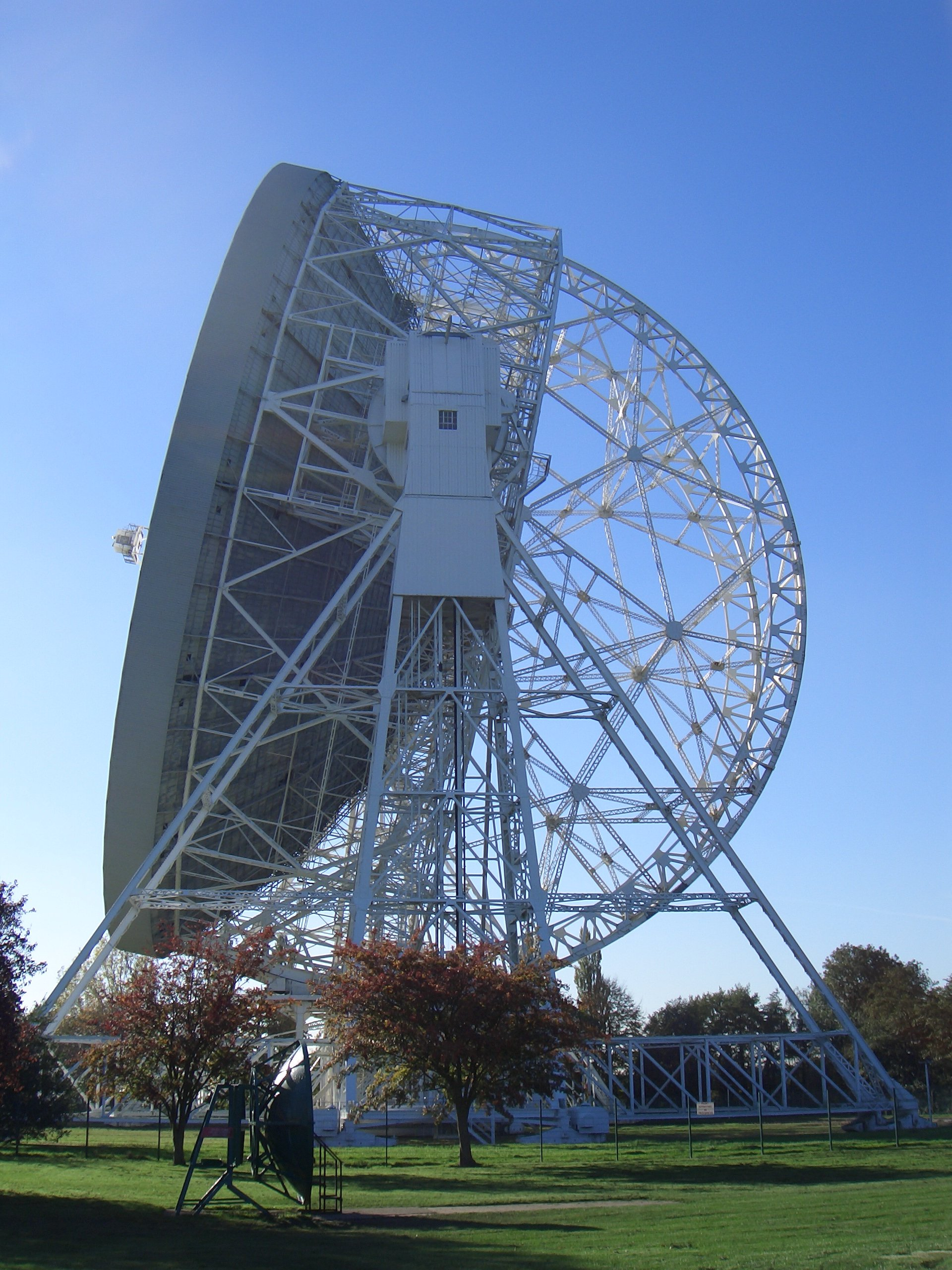
ラヴェル望遠鏡

ジョドレルバンク天文台（ジョドレルバンクてんもんだい、Jodrell Bank Observatory）は、イギリスマンチェスター大学のジョドレルバンク天体物理学センターの天文台の1つである。チェシャー州ロウアー・ウィジントンに位置する。電波天文学の開拓段階の重要な資産として2019年にUNESCOの世界遺産リストに登録された。

## 概要

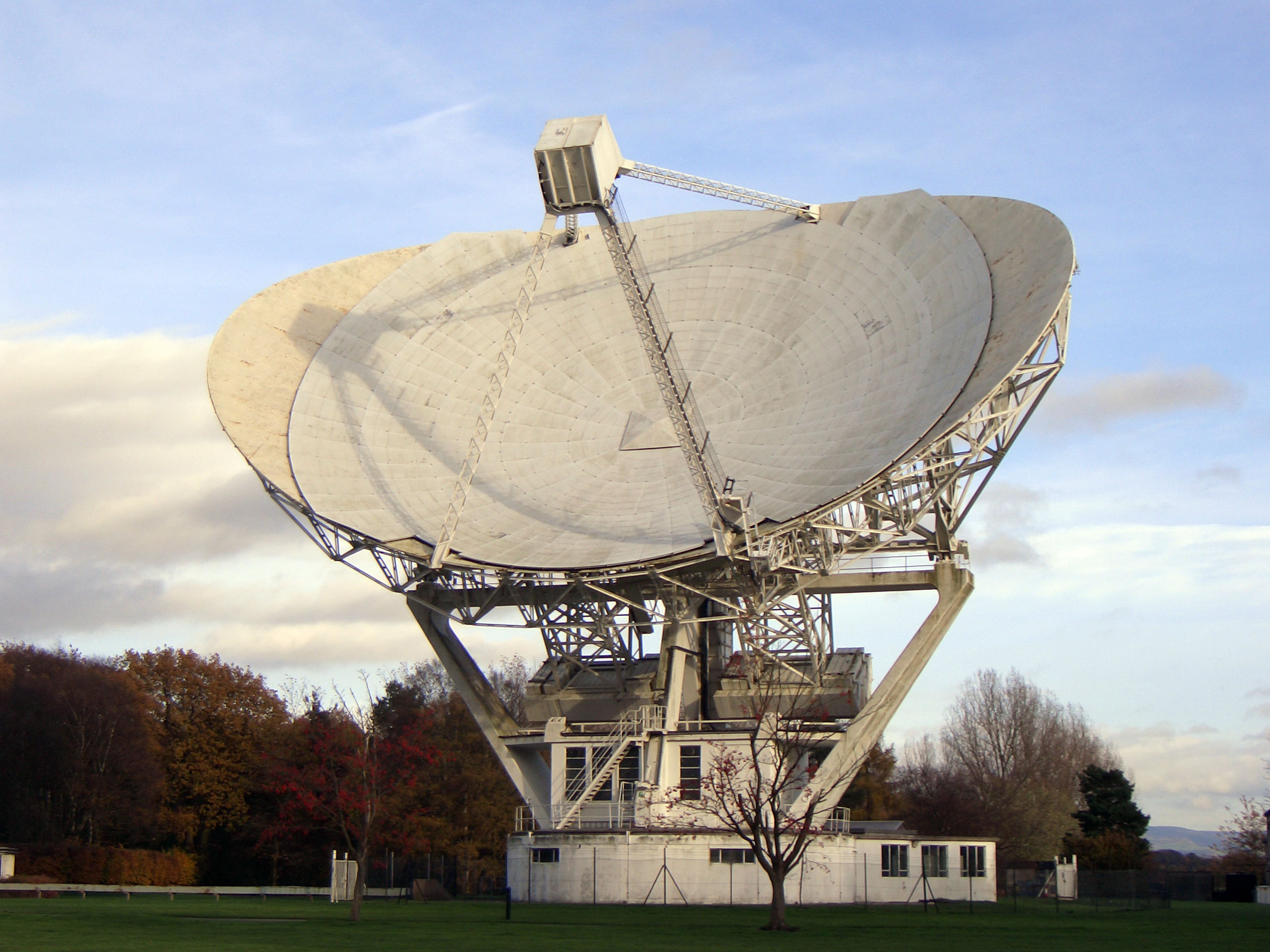
マークII望遠鏡

1957年夏に口径76mのラヴェル望遠鏡が完成し、幾度かの改良を経て現在も現役で観測に使用されている。単一口径の可動型電波望遠鏡としては、ドイツのボン郊外にあるエフェルスベルク電波望遠鏡、およびアメリカ合衆国ウェストバージニア州にあるグリーンバンク望遠鏡についで、2008年現在世界第3位の口径を有する。また、1964年には楕円形のパラボラ面を持つマークII望遠鏡も完成し、観測に用いられている。

## 電波望遠鏡
現在も電波観測を行っているが、面精度が良くないことなどから、センチメートル波を中心にした観測を行っている。ジョドレルバンク天体物理学センター内では、VLBI観測網の一つとして現在も運用を続けている。

## 宇宙通信
1. この望遠鏡が世界的に注目を集めたのは、ソビエト連邦（現：ロシア連邦）の打ち上げた金星探査を目的とするベネラ探査機の受信に成功したことである。当時極秘に宇宙計画を進めていたソビエトが打ち上げた惑星探査機の発する電波を捉え、惑星間受信にも役立てることを証明したことによって、後にソビエト科学評議会から表彰されるという成果を得ている。
2. 1の業績によって、現在では惑星探査機からの受信が途絶えたときなどには、地球からの指令が送れるようになっている。

## 世界遺産
ジョドレルバンク天文台はユネスコが国際記念物遺跡会議（ICOMOS）や国際天文学連合（IAU）と推進する天文遺産の評議会において高い評価を得たことから、世界遺産への推薦を決め、事前調査の中間報告では登録勧告が出された。そして、2019年7月7日、第43回世界遺産委員会（バクー）にて世界遺産リストへの登録が決議された。

### 登録基準
この世界遺産は世界遺産登録基準のうち、以下の条件を満たし、登録された（以下の基準は世界遺産センター公表の登録基準からの翻訳、引用である）。
- (1) 人類の創造的才能を表現する傑作。
- (2) ある期間を通じてまたはある文化圏において、建築、技術、記念碑的芸術、都市計画、景観デザインの発展に関し、人類の価値の重要な交流を示すもの。
- (4) 人類の歴史上重要な時代を例証する建築様式、建築物群、技術の集積または景観の優れた例。
- (6) 顕著で普遍的な意義を有する出来事、現存する伝統、思想、信仰または芸術的、文学的作品と直接にまたは明白に関連するもの（この基準は他の基準と組み合わせて用いるのが望ましいと世界遺産委員会は考えている）。

### 設備
- 宇宙通信
- スクエア・キロメートル・アレイ - 本部が設置されている。

### 運営機関
- マンチェスター大学
  - ジョドレルバンク天体物理学センター

### 関連人物
- フレッド・ホイル

### 関連施設
- ケンブリッジ大学
- ケンブリッジ天文台
- キャベンディッシュ研究所
  - マラード電波天文台